# 聖エカテリーナ大聖堂 (ヘルソン)
座標: 北緯46度38分20秒 東経32度37分31秒 / 北緯46.63889度 東経32.62528度
聖エカテリーナ大聖堂（ウクライナ語: Свято-Катериненський собор, ロシア語: Свято-Екатерининский собор）は、ウクライナ南部ヘルソン州の州都ヘルソンにあるウクライナ正教会の教会で、聖大致命女エカテリーナを祭った教会である。

## 来歴

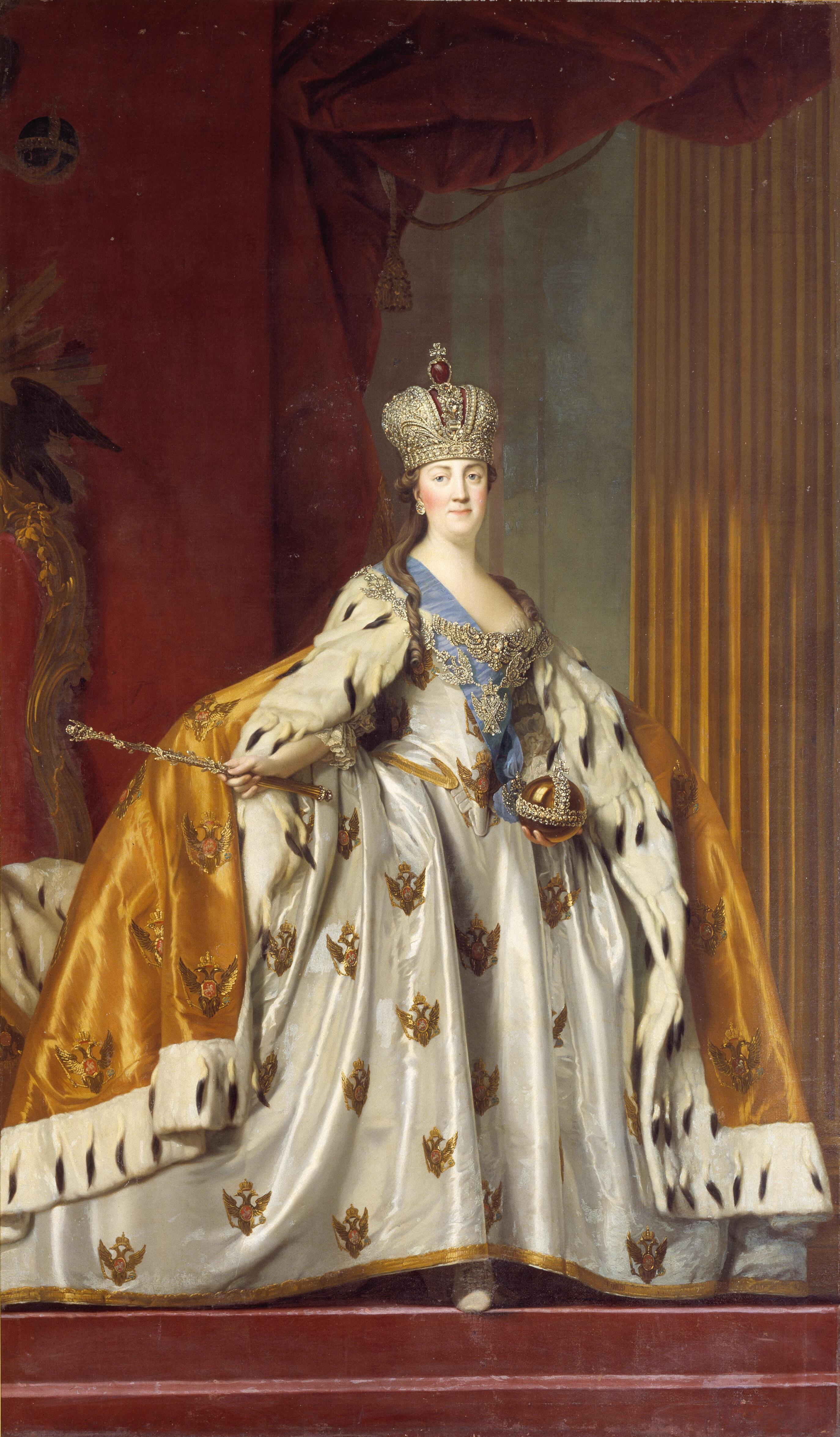
女帝エカチェリーナ2世

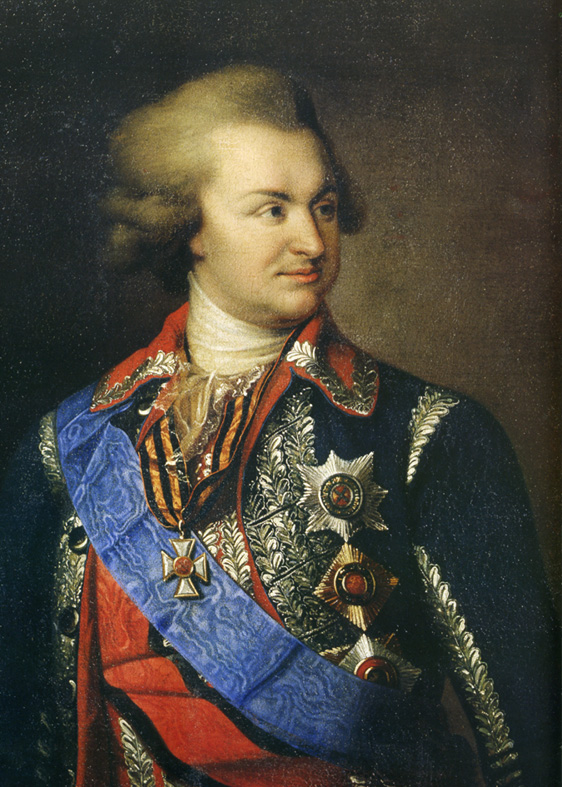
グリゴリー・ポチョムキン公爵

1781年から1786年にかけて建立された新ロシア地域で最初の教会のひとつで、ロシア正教会の教会に見られる様式が用いられた。この教会は女帝エカチェリーナ2世の守護聖人である聖大致命女エカテリーナに捧げられた。
この教会は、露土戦争に勝利したロシア帝国が新ロシアを併合した後、イワン・ガニバル将軍と新ロシア・クリミアの総督だったグリゴリー・ポチョムキン公爵によって建設された。それはロシアがこの地域を征服した戦争の記念碑として意図され、ビザンツ文化に対するロシアの主張を示す象徴で埋め尽くされている。建設工事はポチョムキンが贔屓にしていた建築家イワン・スタロフと現場監督のイワン・シトニコフの監督下で行われた。
教会の初期の記述は、フランシスコ・デ・ミランダの日記に残されている。1790年にポチョムキンはスタロフにサンクトペテルブルクにあるタヴリーダ宮殿（ポチョムキンがエカチェリーナ2世から下賜された宮殿）を模倣してドームを改装するよう依頼した。鐘楼は1800年に追加されたが、地震による被害の後、数年以内に解体された。ポチョムキンは1791年に亡くなると、大聖堂の地下に埋葬された。マリア・フョードロヴナ皇后の弟であるヴュルテンベルク公国（後のヴュルテンベルク王国）のカール・ハインリヒ・フリードリヒ王子も同様に埋葬された。
大聖堂のイコンは、エルミタージュの絵画に続いて、ムリーリョなどの17世紀のスペイン人画家の絵が描かれた。壁にはガブリラ・ザモラエフとウラジミール・ボロヴィコフスキー（1758-1823）がモスクワで実行した使徒と聖人の6人の実寸の人物のコピーが含まれている。
ロシア革命後、大聖堂はウクライナ・ソビエト政府に接収されて無神論の博物館に変わった。ほとんどのイコンは失われたが、わずかに残っていたイコンが地元美術館のコレクションとして収められている。
大聖堂は1941年にウクライナを侵略したナチス・ドイツの占領当局によって再開されたが、1962年にはソビエト当局によって再び閉鎖された。この間、建物はログ保管のための施設として使われ、この間に1806年頃に作られた新古典派の鐘楼が崩壊した。
1991年のソビエト崩壊とウクライナの独立以降、大聖堂はウクライナ正教会の管理下に置かれたため、ロシア正教会が大聖堂を取り戻すまでには至らなかった。

## ポチョムキンの墓
大聖堂の建設にも関わったポチョムキンは1791年に亡くなると、この大聖堂の地下室に埋葬された。ソビエト時代、地下室は密閉され、地下室を開封することも許されなかった。しかし、1991年のソビエト崩壊とウクライナの独立によって長年の封印が解かれ、現在では2年に1回は開封されるようになった。
2006年、ポチョムキンとエカチェリーナが交わした1162通もの恋文（モスクワのロシア国立公文書館に所蔵、ソビエト崩壊後の1997年に歴史学者ヴャチェスラフ・ロパーチン博士によって『エカチェリーナ2世とG・A・ポチョムキンの個人往復書簡集』（Екатерина II и Г. А. Потемкин. Личная переписка）として公表された。）に関する日本テレビ系列のドキュメンタリー番組「女帝エカテリーナ～愛のエルミタージュ～」の取材で日本からドイツ・ロシア・ウクライナを歴訪してきた女優の山口智子がこの大聖堂を訪れた際、ポチョムキンが埋葬されている地下室を訪問することが特別に許された。

ポチョムキンの墓
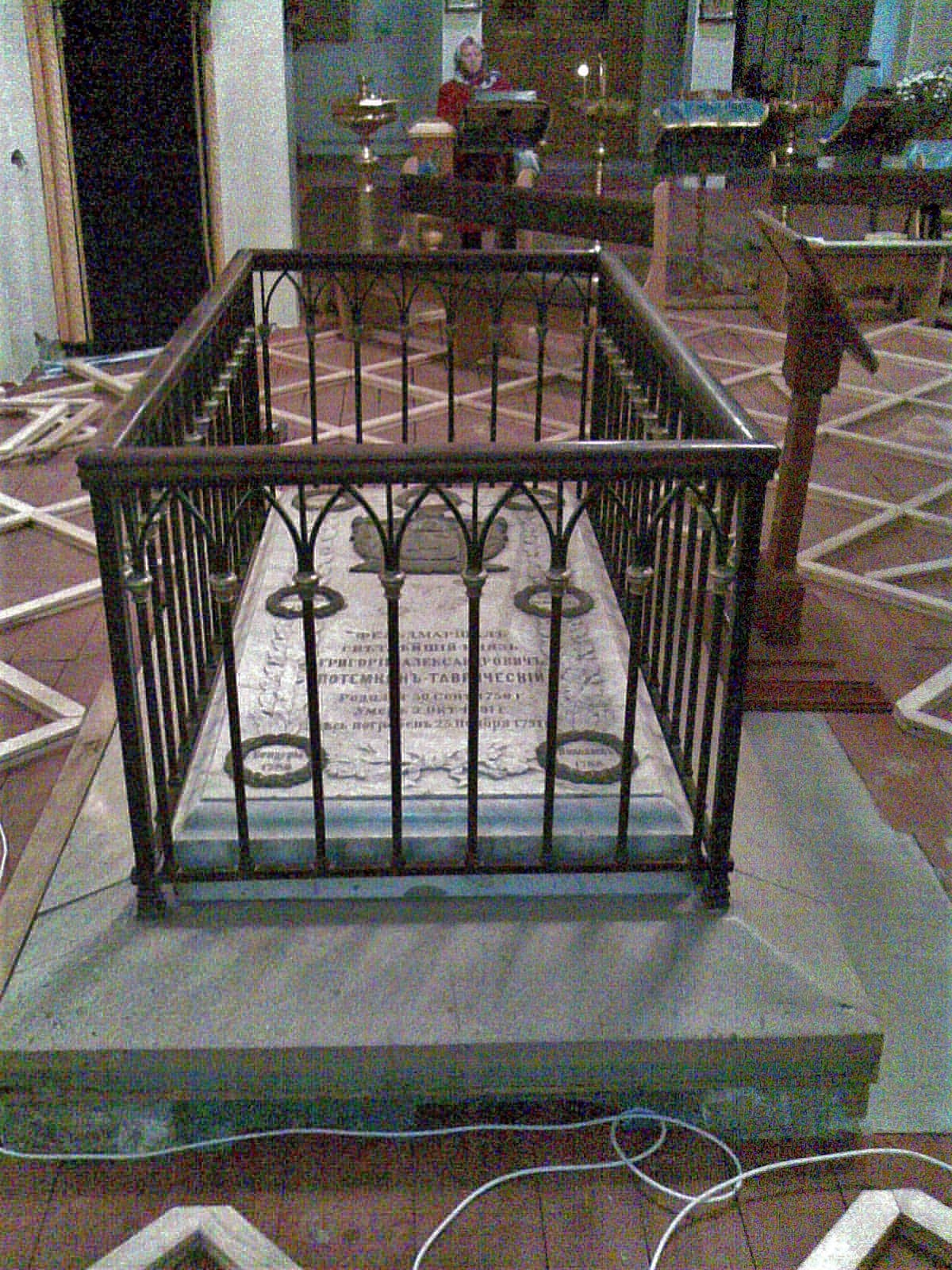
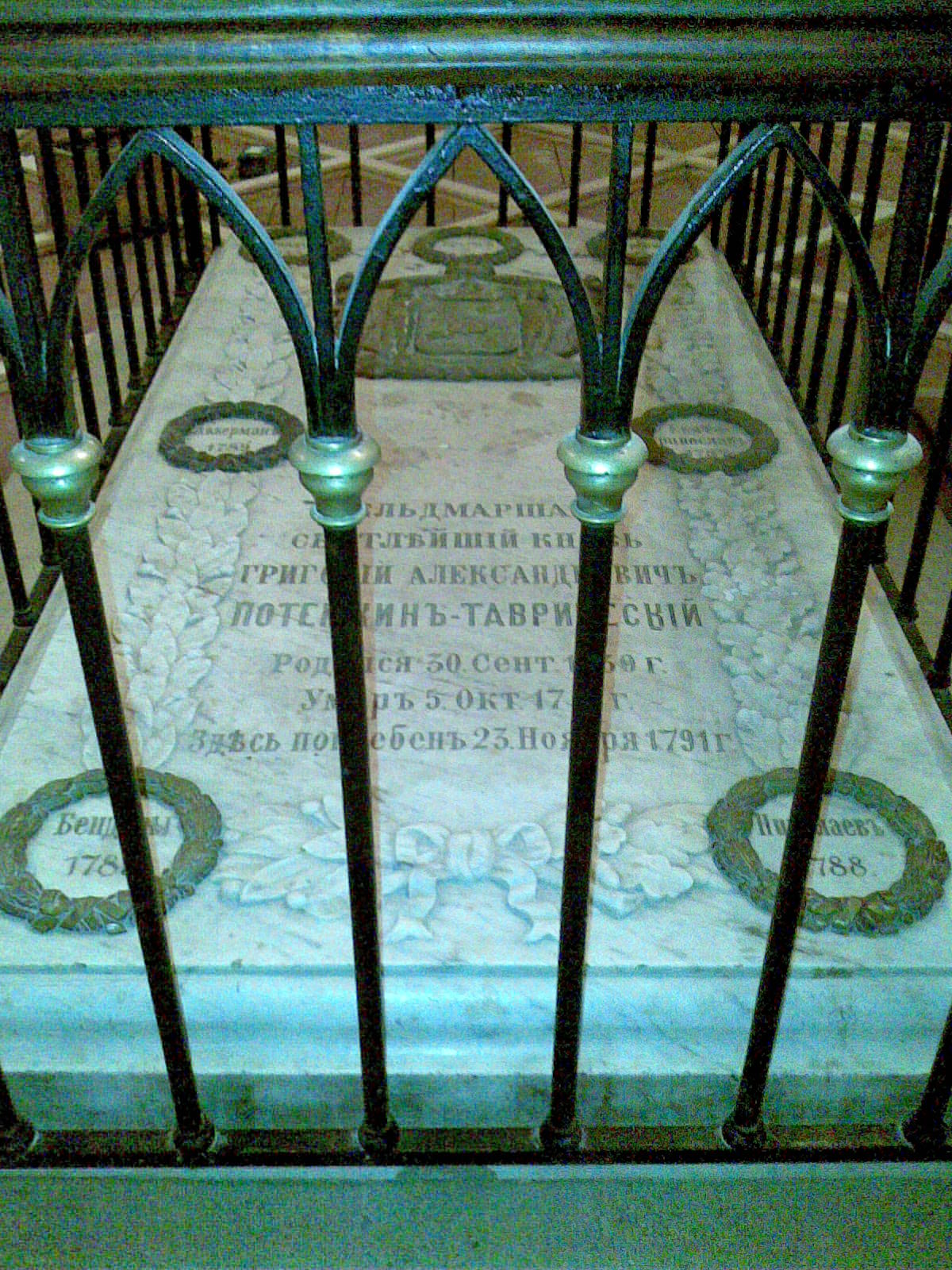
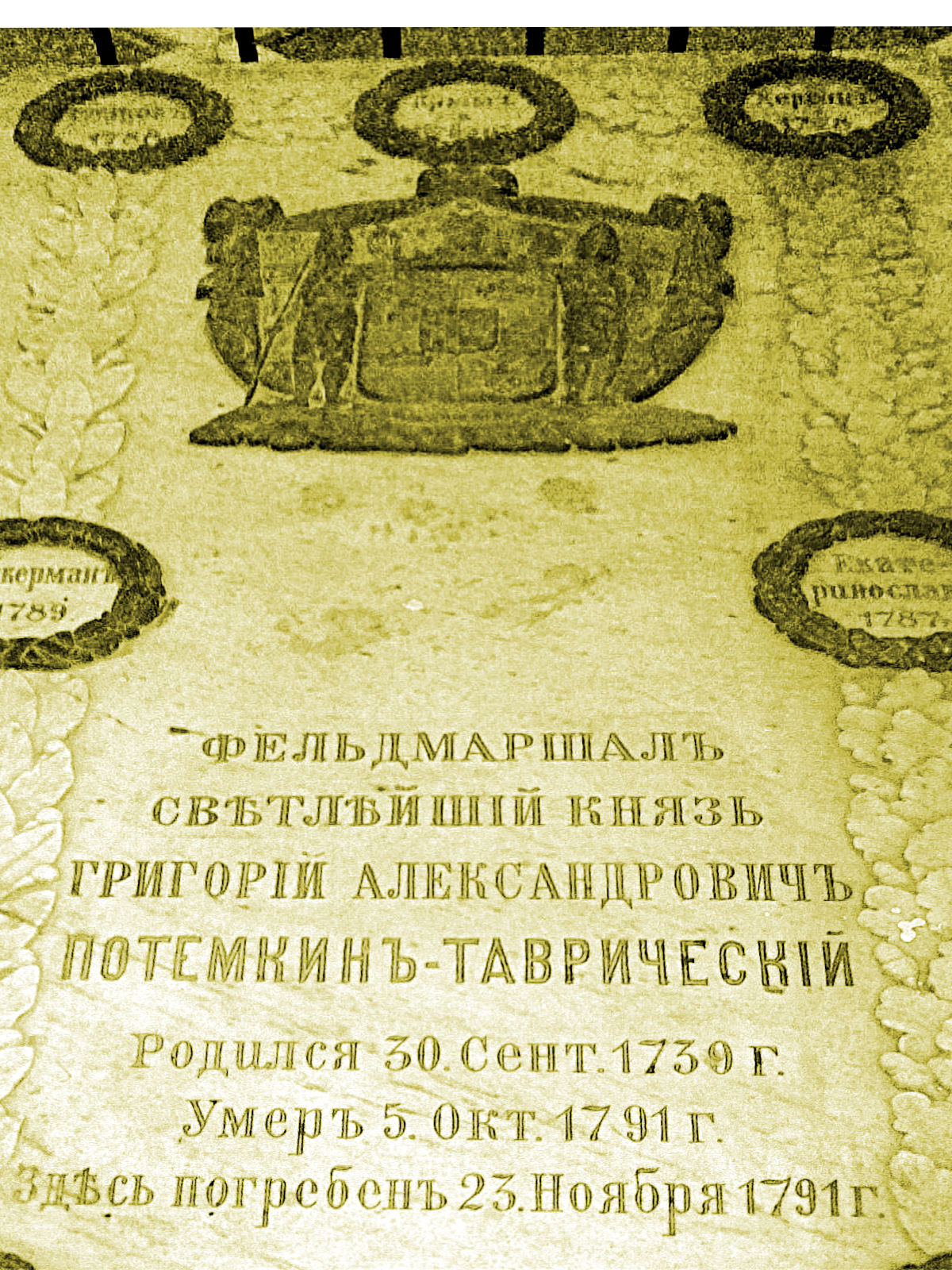
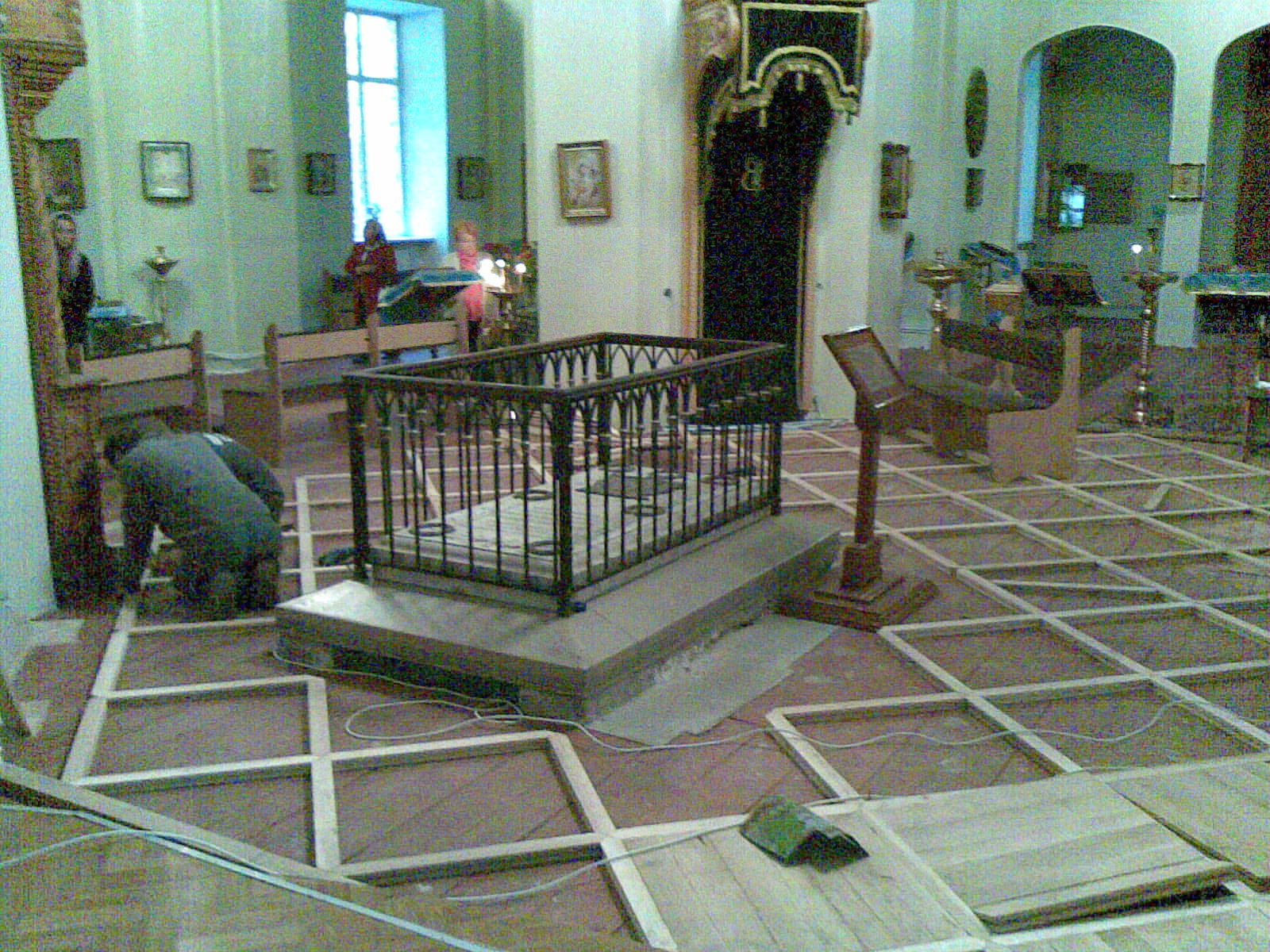
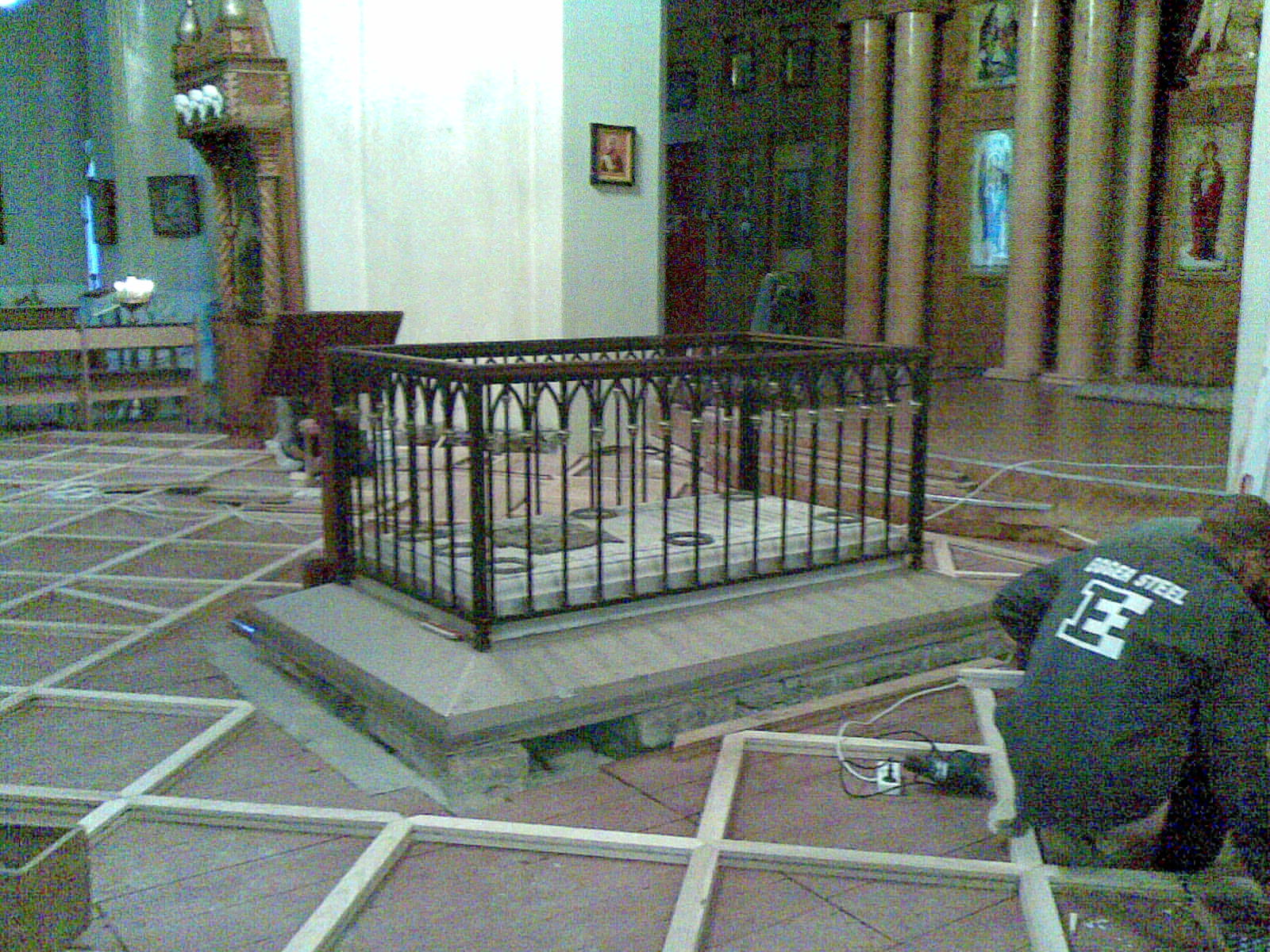

### ロシアのウクライナ侵攻による略奪被害
しかし、2022年11月にウクライナに侵攻したロシア軍がヘルソンから撤退する際にポチョムキンの棺が大聖堂から運び出され、ドニエプル川東岸のロシア軍占領地域に移送されていたとCNNが報じた。
CNNによると、ロシアが一方的な併合を宣言したヘルソン州で州知事代行を務めるヴォロディーミル・サルドは複数のロシアメディアの取材に対し、「ポチョムキンの遺骨と彫像を聖エカテリーナ大聖堂から運び出してドニプロ川（ドニエプル川）を越えたロシア支配地の奥深くに移したほか、フョードル・ウシャコフやアレクサンドル・スヴォーロフ、ワシーリー・マルゲロフといった軍司令官の記念碑も教会から撤去され、非公開の場所に移し、ヘルソン市の安全が確保されれば元の場所に戻す方針」であると明らかにした。

## 関連作品
- 小野理子 『不思議な恋文 - 女帝エカテリーナとポチョムキンの往復書簡 - 』 東洋書店〈ユーラシア・ブックレット No.23〉、2001年11月。ISBN 978-4-88595-363-7。
- 小野理子・山口智子共著 『恋文 - 女帝エカテリーナ二世 発見された千百六十二通の手紙 - 』 アーティストハウスパブリッシャーズ、2006年10月。ISBN 978-4-86234-054-2。2006年に日本テレビ系列で放送されたドキュメンタリー番組「女帝エカテリーナ～愛のエルミタージュ～」の関連本。